# 云雨一
云雨一（κ Psc / 双鱼座κ）是双鱼座的一个聚星系统，距离地球162光年。虽然直接看上去是一个亮点，但用双筒望远镜可以看清它是由三颗成员星组成的。一颗恒星最亮时视星等为4.87，最暗时为4.95；另一颗视星等为11.9。
较亮的成员星是一颗猎犬座α²变星，它的亮度波动约0.01到0.1个星等。这类变星有着很强的磁场和很强的硅、锶、钙的谱线。它同时还有很多铀线，还可能有少许钬元素。它的铀和锇成分可能源于附近的超新星，而氧的含量低于镁的含量。
该恒星约每48小时旋转一周，速率为41 km/s。它光谱型为A，表面温度在7,500 to 11,000开之间。